# 九龍仔公園

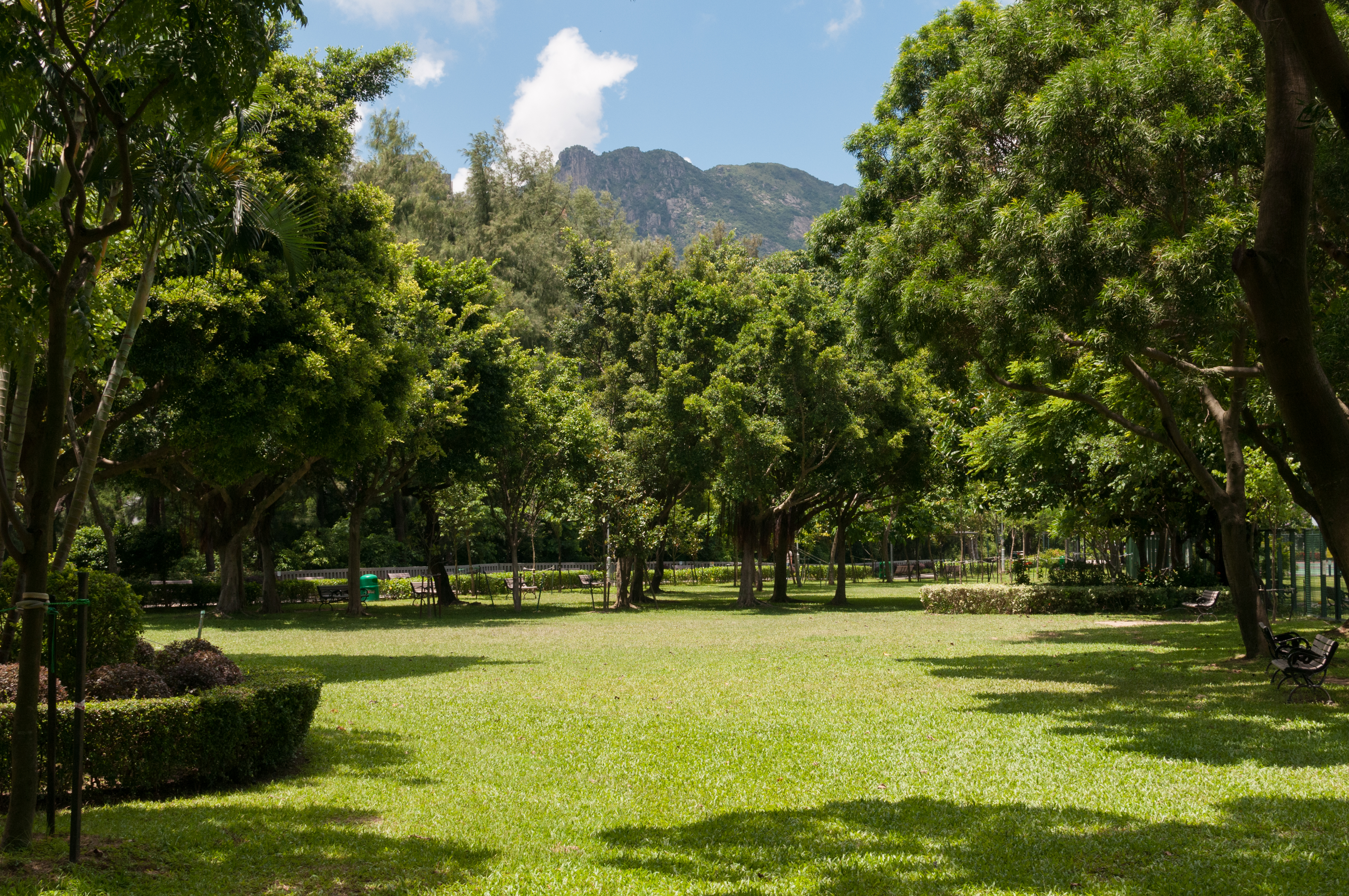
九龍仔公園洋紫荊園

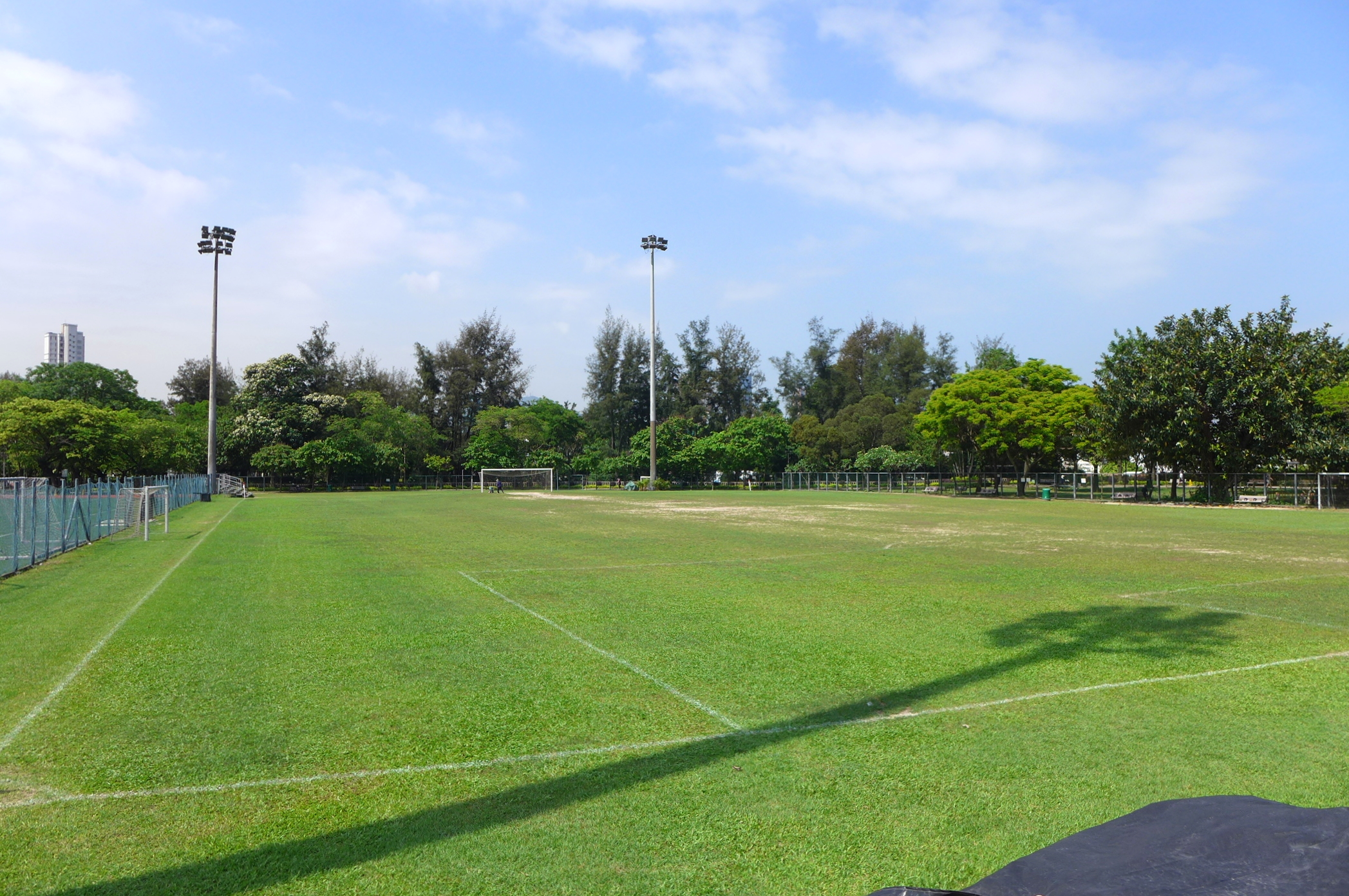
九龍仔公園真草足球場

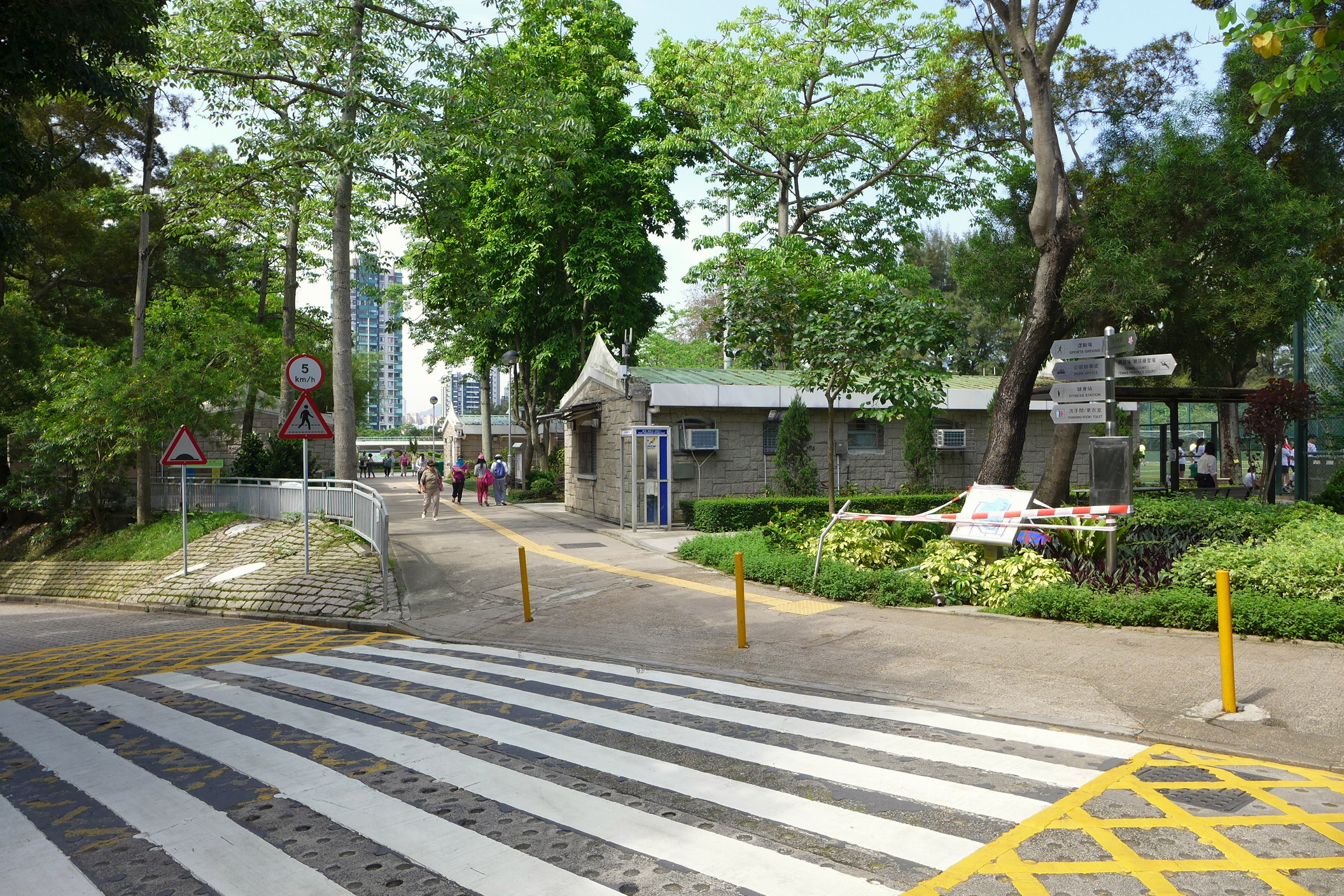
公園辦事處

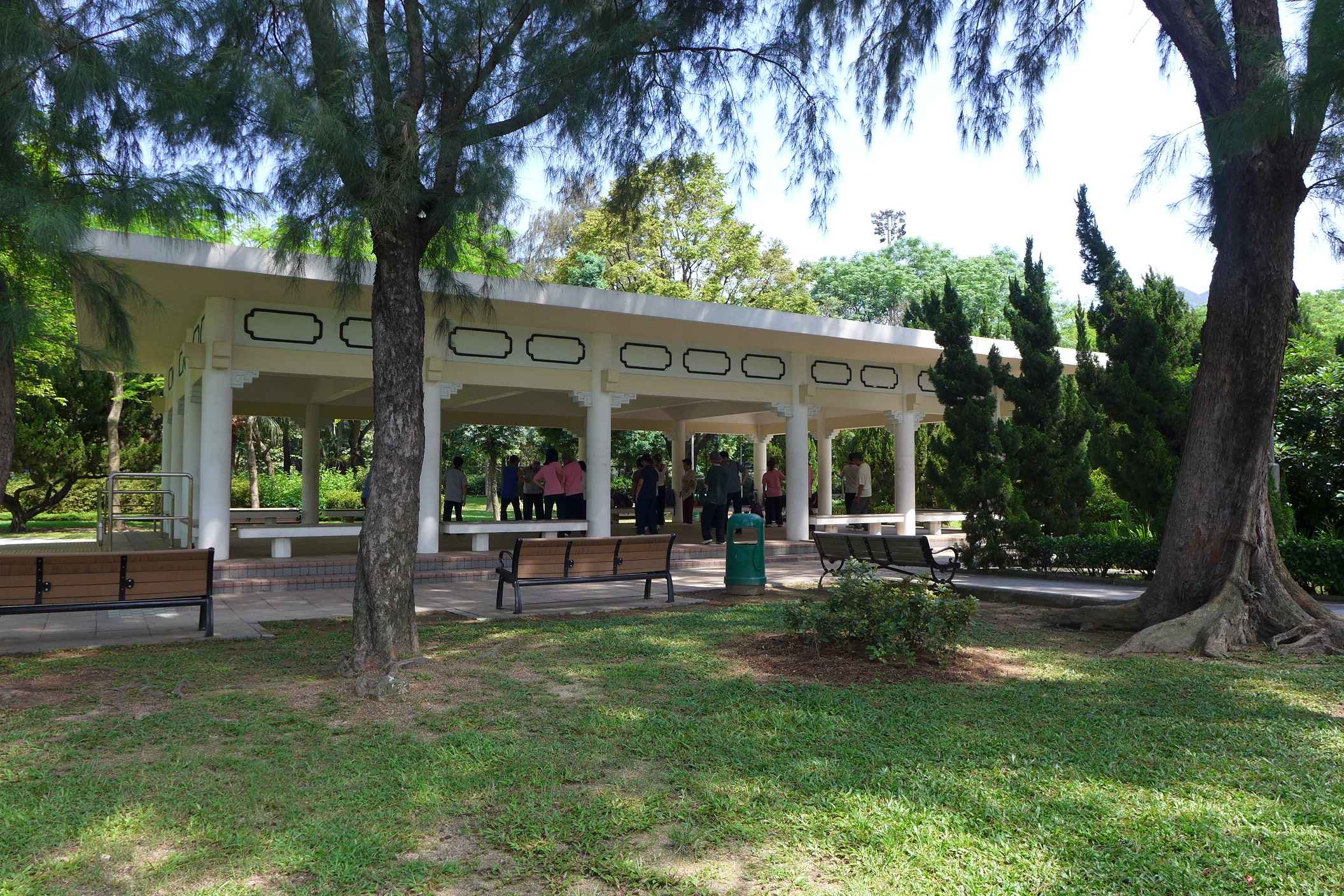
九龍仔公園內的1960年代風格涼亭

九龍仔公園（英語：Kowloon Tsai Park）是香港的一個大型公園，位於九龍九龍仔延文禮士道，佔地11.66公頃，於1964年6月5日由港督戴麟趾主持揭幕啟用，由康樂及文化事務署管理。

## 歷史
1950年代，啟德機場進行跑道延長工程，九龍仔的小山丘位於13跑道降落航道。由於安全理由，小山丘一部份被夷平，得來的沙石則用於在九龍灣填海興建跑道，而其餘土地曾計劃用作興建長約500公尺的東寶庭道以連接九龍城和喇沙利道北段，後來有關方案在該道路僅建好東西兩端通車後就被取消，改為興建九龍仔公園。

## 主要設施
洋紫荊園、硬地七人足球場、硬地籃球場、人造草地足球場，真草足球場、滾軸溜冰場、緩跑徑、長者健身園地、足健徑、兒童遊樂場、寵物公園、九龍仔運動場、九龍仔游泳池和小食亭。場地（除吸煙區外）禁止吸煙。

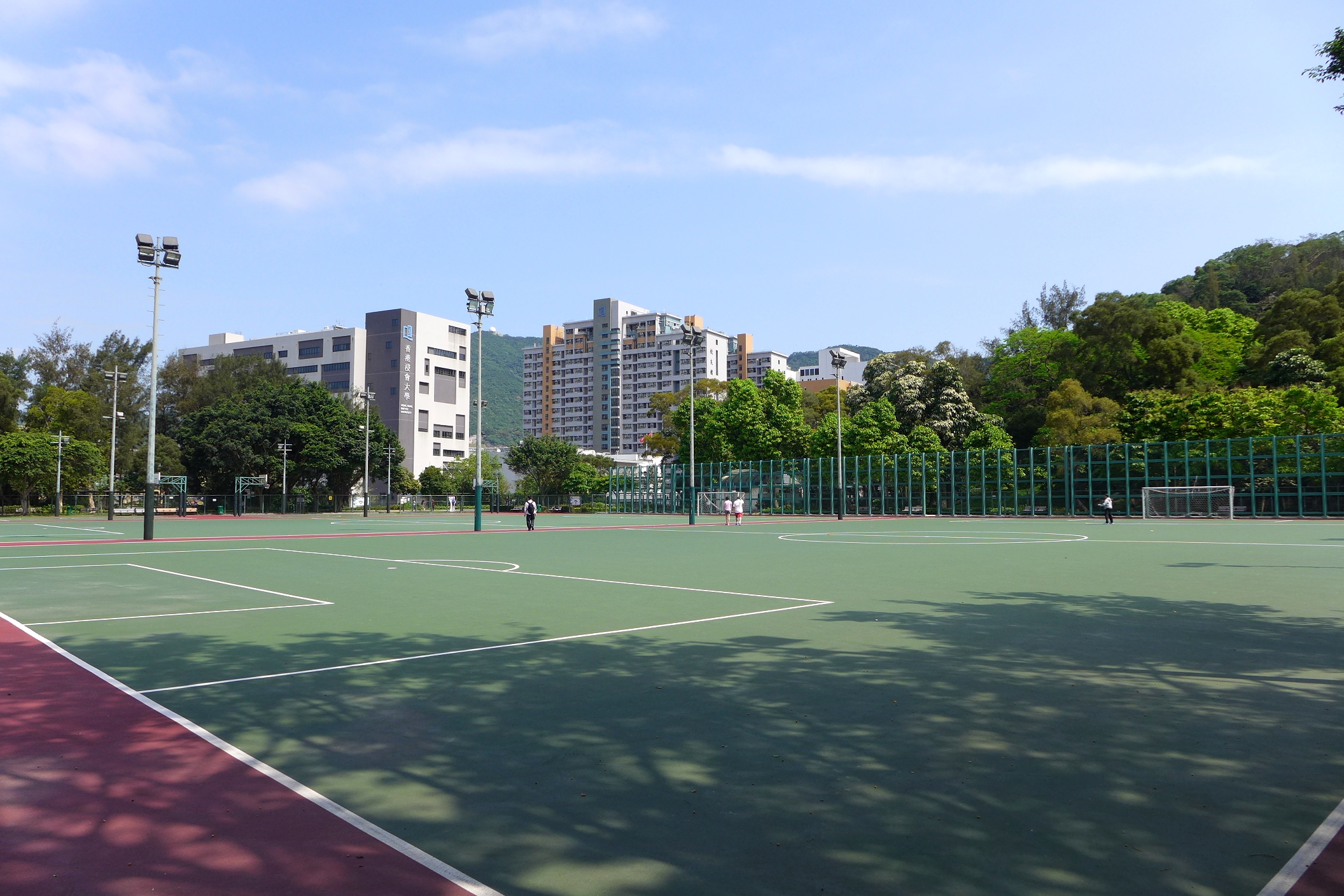
硬地七人足球場
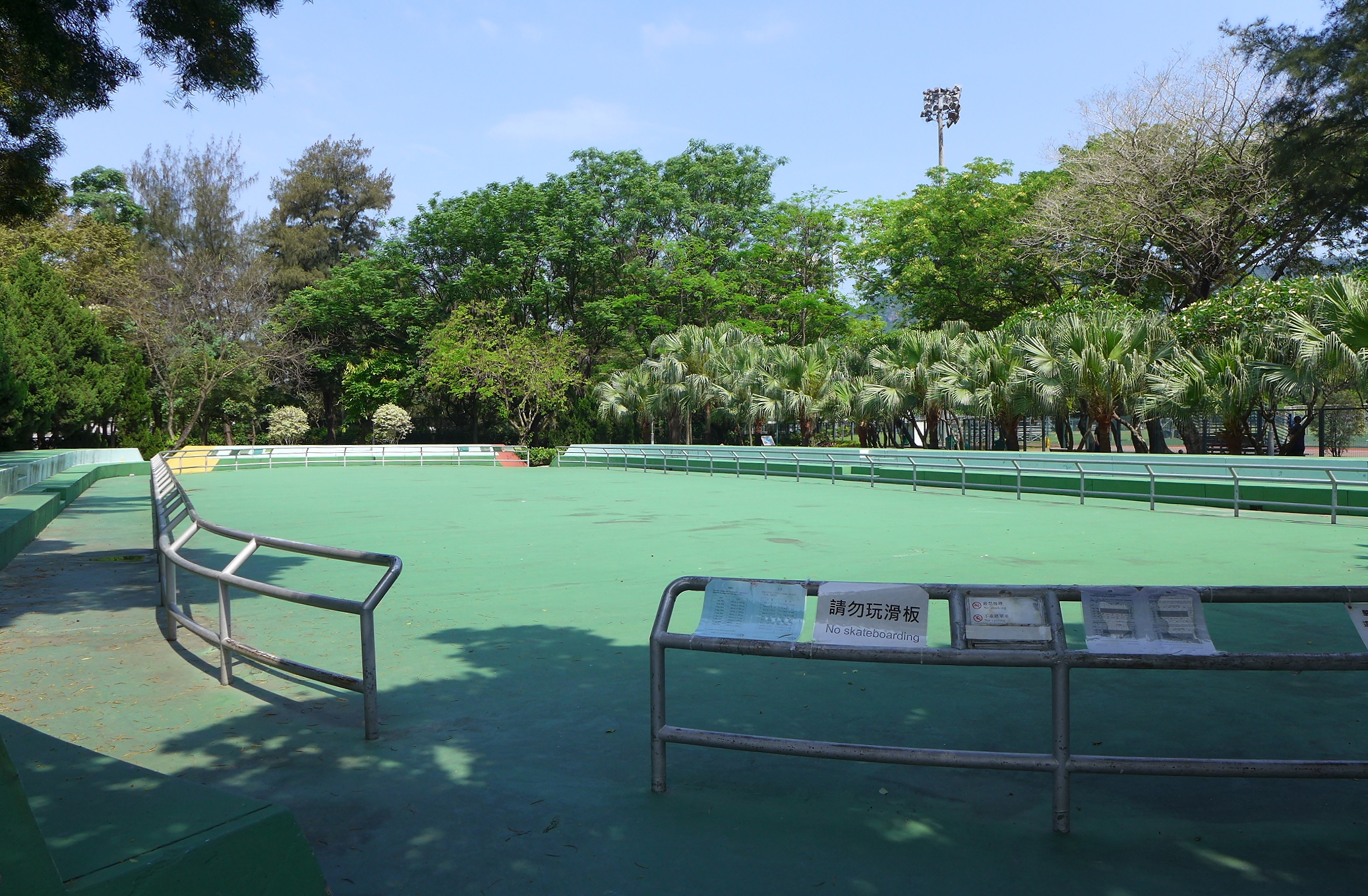
滾軸溜冰場
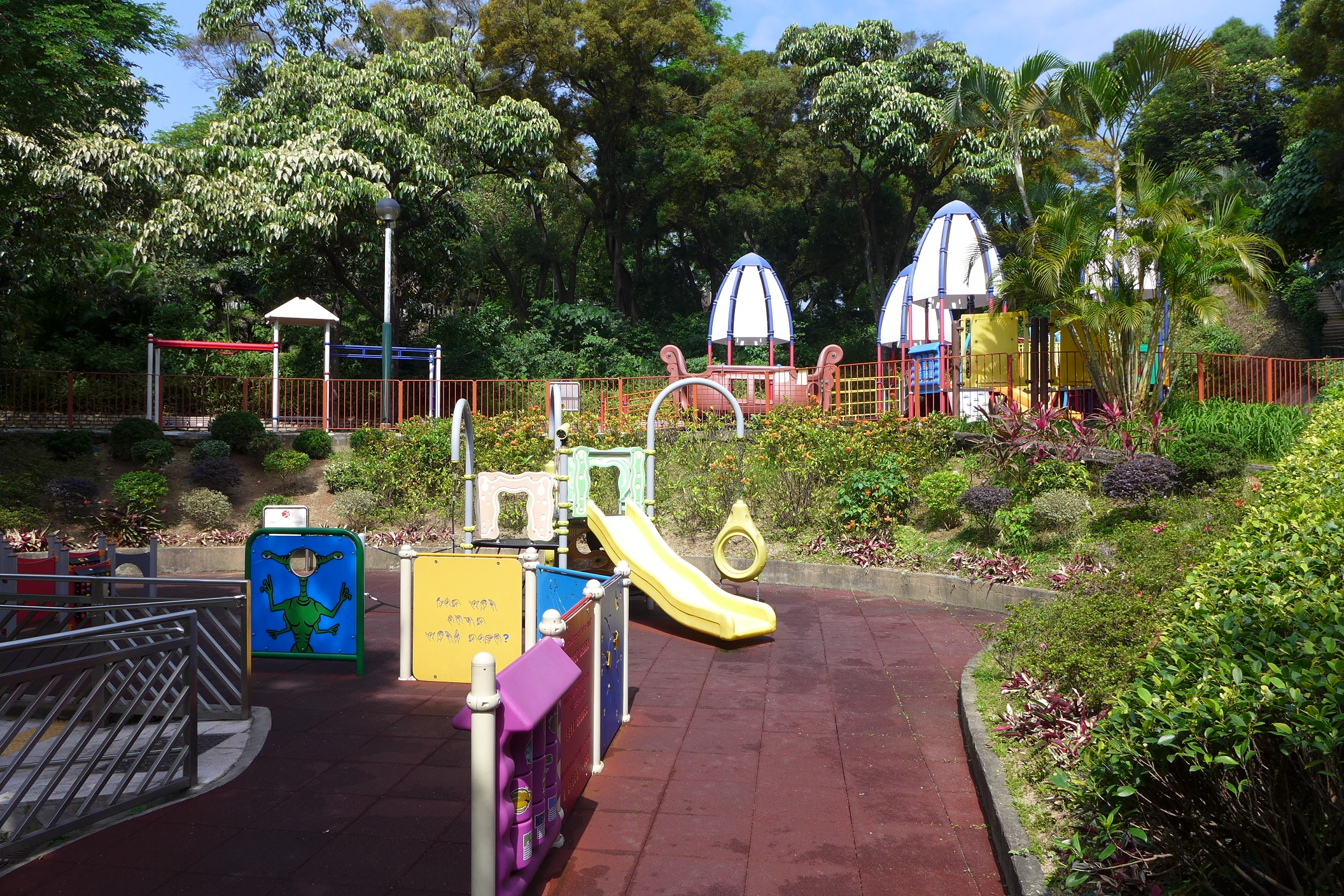
兒童遊樂場
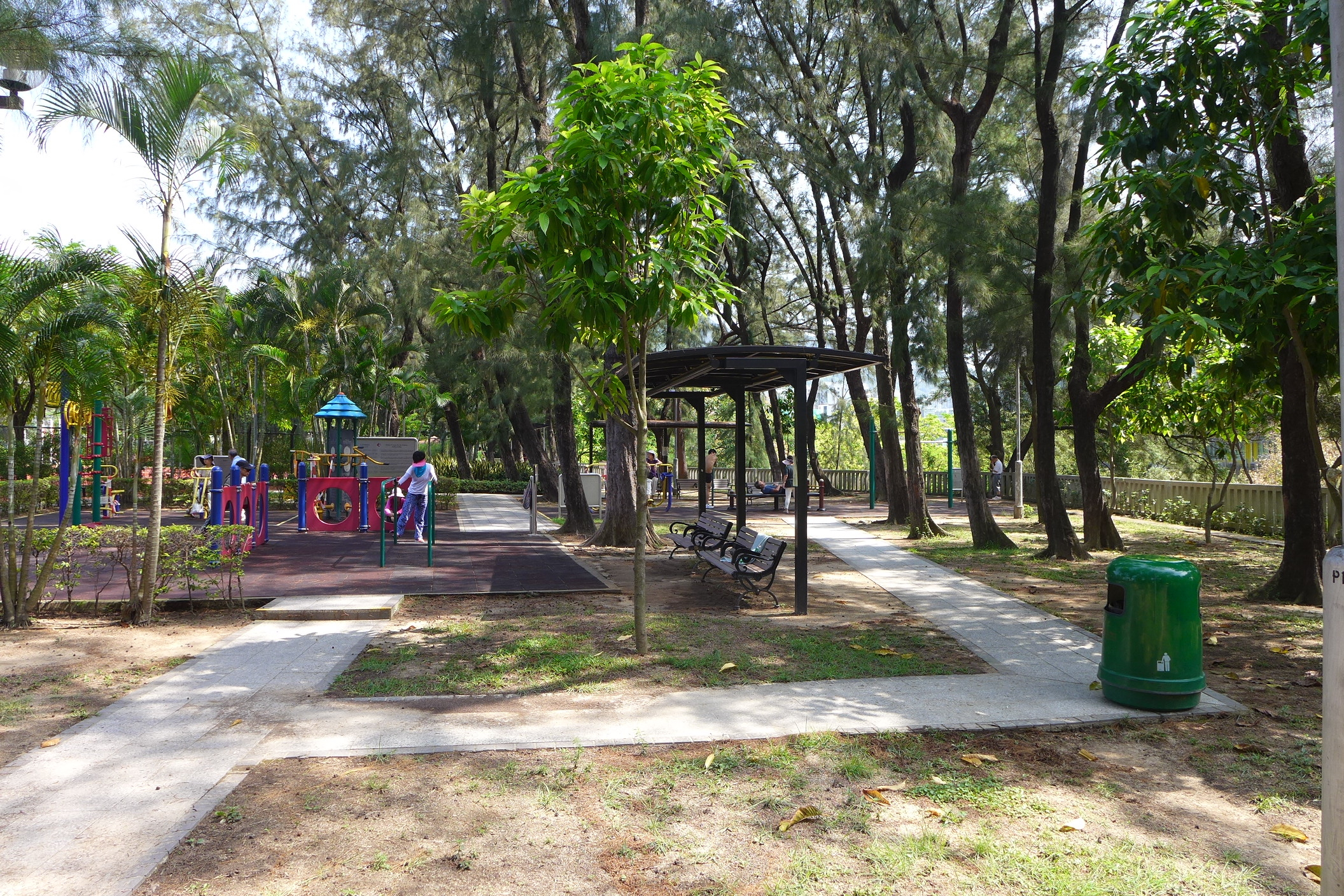
長者健身園地
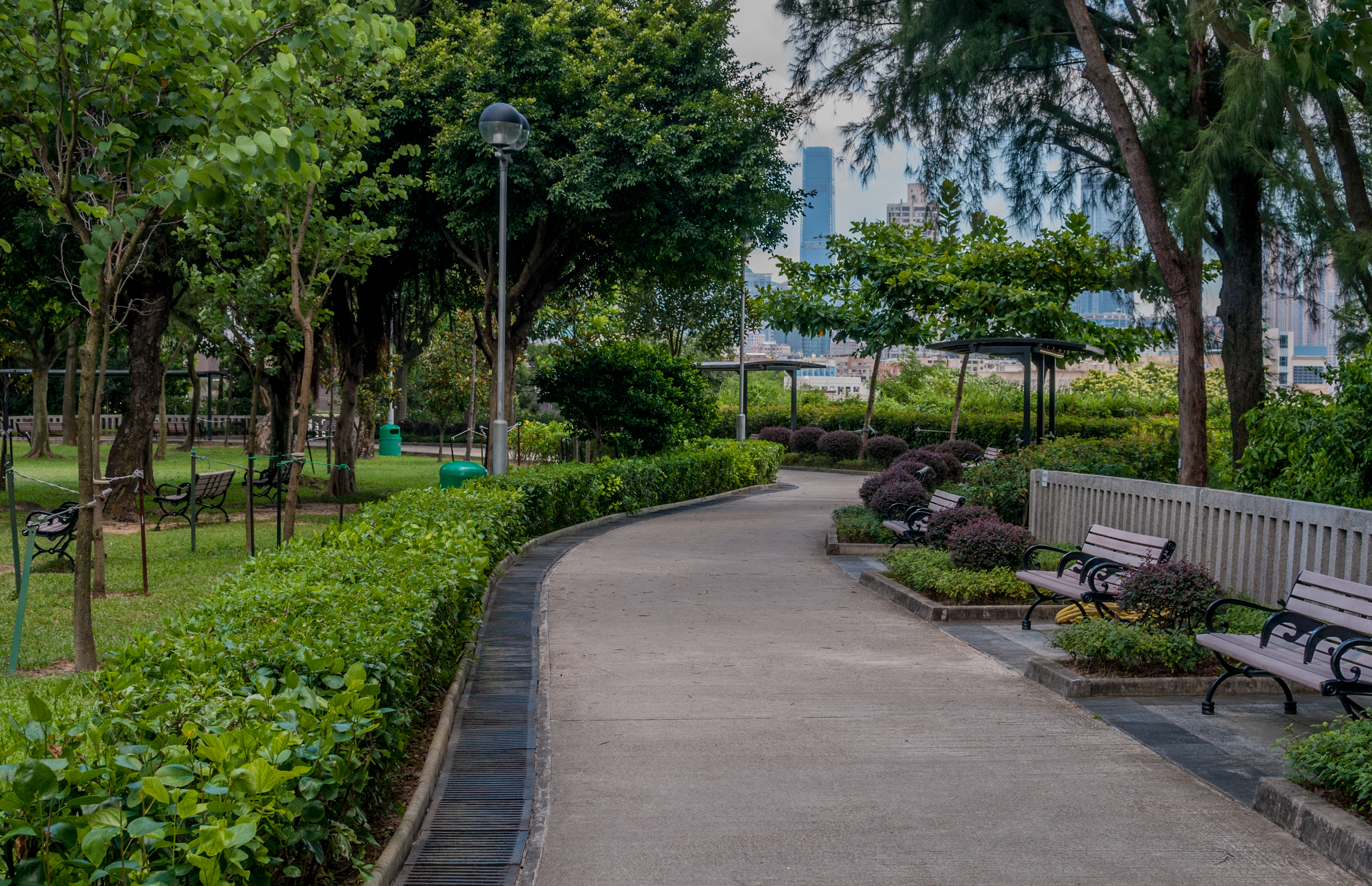
公園步行徑

## 事件
1973年11月27日，公園發生女屍案，17歲工廠女工陳月娟晚飯後在家收到男性朋友電話後外出，整晚沒有回家。到28日清晨，九龍仔公園清潔工發現延文禮士道正門圍牆下有一名滿身傷痕的女子屍體，驗屍後證實女子被毒打致死，之後棄屍九龍仔公園正門圍牆，陳月娟家人於29日報案時確認死者身份，1974年3月警方懸紅15000元緝兇，目前仍未破案。

## 外部連結
- 康樂及文化事務署 九龍仔公園 （页面存档备份，存于）